# Comuna Zinkiv, Vinkivți
Zinkiv (în ucraineană Зіньків) este o comună în raionul Vinkivți, regiunea Hmelnîțkîi, Ucraina, formată din satele Stanislavivka și Zinkiv (reședința).

## Demografie
Componența lingvistică a comunei Zinkiv
     Ucraineană (99,01%)
     Alte limbi (0,88%)
Conform recensământului din 2001, majoritatea populației comunei Zinkiv era vorbitoare de ucraineană (99,01%), existând în minoritate și vorbitori de alte limbi.